# Vella spinosa
Vella spinosa es una especie de planta perteneciente a la familia Brassicaceae.

## Descripción
Tiene tallos intrincadamente ramificados, con ramas superiores bifurcadas dicotómicamente y terminadas en espinas rígidas. Hojas setoso-ciliadas, al menos en la parte basal; las inferiores fasciculadas, linear-lanceoladas; las superiores lineares. Las inflorescencias en racimos subespiciformes, cortos, con 3-5 flores. Pedicelos de 1-2 mm, ligeramente más largos que el fruto. Sépalos de 6 mm. Pétalos con uña de 7 mm y limbo de 5-6 mm. Silicuas glabras; segmento inferior de 3-4 mm; segmento supcrior de 6-7 mm, ligulado-ensiforme. 2n = 34. Florece de abril a junio.

## Distribución y hábitat
Se encuentra en matorrales de alta montaña de caliza mediterránea; a una altitud de 1300-2200 metros en el sur de la península ibérica, en la Cordillera Bética y Subbética, desde la Sierra de Aitana (Alicante) hasta la de Grazalema en (Cádiz).

## Taxonomía
Vella spinosa fue descrita por Pierre Edmond Boissier y publicado en Biblioth. Universelle Genève n.s., 13: 407 1838.
Citología
Número de cromosomas de Vella spinosa (Fam. Cruciferae) y táxones infraespecíficos: 2n=34
Sinonimia
- Pseudocytisus spinosus (Boiss.) Rehder	[4]

## Nombre común
- Castellano: piorno, piorno de crucecillas, piorno de crucecitas, piorno de crucetillas, planta de las crucecitas.[5]
- El pítano (enlace roto disponible en Internet Archive; véase el historial, la primera versión y la última). (Vella pseudocytisus L. subsp. pseudocytisus) se encuentra protegido legalmente en España: figura como “De Interés Especial” en Madrid, “En Peligro de Extinción” en Castilla-La Mancha y en Andalucía, mientras que en la UICN y en el Atlas y Libro Rojo de la Flora Vascular Amenazada de España su rango es de “En peligro” .